# 하바니즈

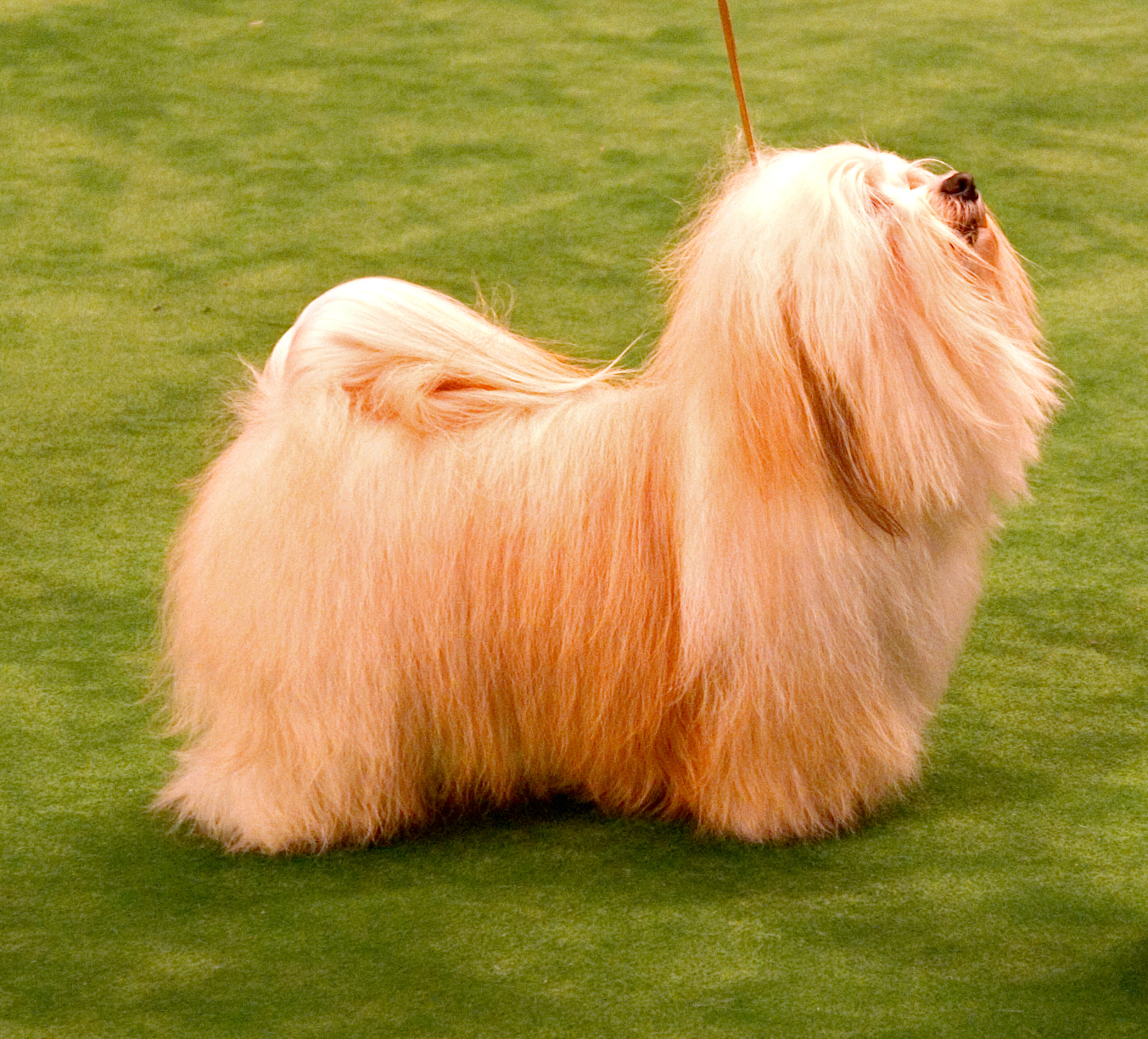
하바니즈

하바니즈(Havanese)는 비숑 유형의 개로, 쿠바의 국견으로, 현재는 멸종된 블랑키토 데 라 아바나("하바나의 작은 흰 개")에서 개량되었다. 블랑키토는 역시 현재는 멸종된 블랑키토에서 유래되었다. 블랑키토는 결국 푸들을 포함한 다른 비숑 유형과 교배되어 현재 하바니즈로 알려진 종이 탄생했다고 믿어진다. 이들은 때때로 "하바나 실크 독"이라고도 불리지만, 이것은 원래 쿠바 표준을 충족하도록 사육된 별도의 품종이다.